# Tarjei Vesaas
Tarjei Vesaas, född 20 augusti 1897 i Vinje, Telemark, död 15 mars 1970 i Oslo, var en norsk författare.

## Biografi
Vesaas kom från Vinje i Telemark och gick på folkhögskola 1917—18. Han debuterade 1923 med Menneskebonn. Han skrev på nynorska, och räknas som en av Norges mest betydande modernister. Vesaas skrev poesi och dramatik, men var först och främst känd för sina bygderomaner och noveller i  realistisk stil. Bland de viktigare verken är Fuglane (1957) och Is-slottet (1963).
Han fick statlig konstnärslön på livstid år 1947 och hederslön (æresgasje) från Gyldendal Norsk Forlag 1951.
1964 fick Tarjei Vesaas Nordiska rådets litteraturpris för boken Is-slottet. För prispengarna upprättade han ett legat. Avkastningen från donationen utgör prispengarna i Tarjei Vesaas debutantpris som varje år delas ut till årets bästa unga skönlitterära debutant. Priset delas ut av Författarföreningens litterära råd.
Vesaas var gift med Halldis Moren Vesaas, och tillsammans hade de barnen Guri och Olav.